# Sahelspett
Sahelspett (Dendropicos elachus) är en fågel i familjen hackspettar inom ordningen hackspettartade fåglar.

## Utbredning och systematik
Sahelspetten förekommer i Sahelområdet från sydvästra Mauretanien till Senegal och Gambia, Tchad och västcentrala Sudan). Den behandlas som monotypisk, det vill säga att den inte delas in i några underarter.

## Status
IUCN kategoriserar arten som livskraftig.